# 谋杀绿脚趾
《谋杀绿脚趾》（英語：The Big Lebowski）是科恩兄弟编剧、导演，并与蒂姆·贝文和埃里克·菲尔纳共同制作的1998年美国喜剧片。杰夫·布里吉斯扮演的男主角杰夫·勒保斯基是生活在洛杉矶无业游民，对保龄球有着狂热的兴趣，绰号“督爷”。一天他突然遭到绑架，然后发现原来绑匪是找错了人，城里有个超級富翁名字也叫杰弗瑞·勒保斯基。后来超級富翁年轻漂亮的太太也遭到绑架，于是他花钱请“督爷”帮忙去交赎金。不过顺利的事拍不成电影，经常与“督爷”打保龄球的损友沃尔特·索布查克（约翰·古德曼饰）决定要图谋这笔赎金，于是计划被打乱了。电影的其他几位主要演员还包括朱莉安·摩尔、史蒂夫·布西密、菲利普·塞默·霍夫曼、塔拉·雷德、大卫·哈德斯顿和约翰·特托罗。担任旁白解说的牛仔“陌生人”由山姆·艾里奥特出演。
电影一定程度上是根据雷蒙·钱德勒的作品改编。乔尔·科恩表示：“我们想要拍一个钱德勒风格的故事——它是如何推进故事发展，处理好正在试图解开一个谜的角色，同时拥有一个无比复杂但最终又无关紧要的情节。”电影配乐由已多次和科恩兄弟合作的卡特·布尔维尔谱写。
《谋杀绿脚趾》在美国的票房成绩一般，发行时获得的评价也褒贬不一。不过随着时间的推移，电影的评论渐趋正面，并且成了一部邪典经典，这主要得益于其特殊的角色，梦幻般的剧情，标新立异的台词和不拘一格的配乐。本片的衍生電影為《耶穌搖擺》，故事基於约翰·特托罗的角色，於2020年上映，特托罗也擔任編劇和導演。

## 剧情
杰夫·“督爷”·勒保斯基这天刚回到家就被埋伏的两个打手教训了一顿，声称他老婆欠一位叫杰基·崔霍恩的男子一笔钱，两人就是上门来收钱的。打了督爷一顿并且在他家里的地毯上撒了泡尿后，两人意识到自己是错找了另外一个同名的倒霉蛋，于是就走人了。督爷将此事与两位保龄球友，胆小怕事的唐尼和盛气凌人的沃尔特商议，在沃尔特的怂恿下，督爷决定找另一位杰弗瑞·勒保斯基赔偿自己的地毯。次日，督爺找上跟他同名同姓的“大勒保斯基”，也就是一个坐在轮椅上的超級富翁，但大勒保斯基傲慢的拒绝了督爷的要求還出言侮辱他。不滿的督爷在離開時詐騙大勒保斯基的秘書从豪宅中带走了一块地毯，並與大勒保斯基患有性欲亢进的诱人娇妻邦妮·勒保斯基與她的德國虛無主義者朋友碰上面。
几天后，大勒保斯基联系上督爷表示邦妮遭到了绑架，希望督爷可以負責去交付这一百万美元赎金，因为这样督爷就能知道这些绑匪和之前的打手是不是同一伙人，酬勞為兩萬美元。晚些时候，出現新一批打手进入督爷的公寓，将他敲晕后搶走了地毯。等到邦妮的绑匪打电话来安排交换事宜时，沃尔特试图说服督爷把钱自己留着，因為他倆都覺得這件事可能就是邦妮在背後一手策畫騙取丈夫的金錢，不如给那些绑匪们一个装满自己没洗衣物的手提箱開個玩笑。幾個騎機車的绑匪们拿着这么个手提箱跑了，而督爷和沃尔特留下了装钱的公事包。可当晚督爷的车被偷了，那个公事包也在车上。督爷收到大勒保斯基女儿莫德的信息，她宣稱就是自己搶走了地毯。督爷来到她的美术工作室，后者告诉他那張地毯是個家庭紀念品所以不能給他，還透露邦妮是個曾为杰基·崔霍恩工作的色情女星，德國虛無主義者朋友則是跟她合作過的色情男星。督爷怀疑邦妮一手设计了自己的绑架，莫德表示同意，并请求督爷设法取回赎金，因为这些钱都是她老爸从家族慈善基金里非法挪用的，事成後可以從中給他10%酬勞也就是十萬美元。
大勒保斯基愤怒地找上督爷，因为他没有把钱交给绑匪，对方寄来了一个信封，里面盛有一截被削断擦著綠色指甲油的脚趾头，估计是邦妮的。晚些时间督爷接到警察的电话留言说他的车找着了，電話留言正在播放时有三个德国虚无主义者闖进督爷的公寓，表明自己就是當天取走裝滿沒洗衣物手提箱的绑匪，然后威胁他早晚要交出赎金。督爷从警局取回了车，但装有赎金的公事包已不知所踪。他后来发现汽车座椅上有一页皱巴巴的家庭作业，并由此与沃尔特一起找到了一个名叫拉里·塞勒斯的少年，但拉里表示自己什么也不知道，督爷和沃尔特只得空手而归。
杰基·崔霍恩的兩個打手回到督爷的公寓把他带到崔霍恩位于马利布的海滨别墅。崔霍恩问起邦妮和钱的行踪，并表示他能討回多少債都可以分给督爷一份，然后他在督爷的饮料里下了药，后者又晕了过去。督爷做了一个超现实的梦，其中混合有多种主题，如保龄球、波斯湾战争、莫德的“阴道”艺术还有那些德國虚无主义者。醒过来后督爷发现自己正坐在一辆警车里，并被带到马利布警察局长面前。这位粗暴無禮的局长对督爷出言不逊，而且还忍不住动了手，他警告督爷不要再踏进马利布。搭出租车回家车，司机又把督爷扔了出来，因为他在车上要求司机把收音机换个台。这时一辆红色跑车经过，开车的是正開心唱著歌的邦妮，而且显示她的十个脚趾都在。
督爷回家後发现自己的公寓已被德國虛無主義者砸的亂七八糟，莫德·勒保斯基還從裡面走出并且脫衣勾引他。两人完事后进行交谈，督爷得知她是想要怀上自己的孩子，而她的孩子將來用不著他這個父親的存在。他得还知莫德的父亲其实根本没钱，有钱的是莫德的媽媽，她把钱都留在家庭基金中。一瞬间，督爷明白了整个阴谋，当大勒保斯基得知邦妮被绑架时，他以此作为一个侵吞家庭基金的借口，将钱取出后自己保留。给督爷的公事包裡面其實只是裝著電話簿，绑匪杀掉邦妮也無所謂，督爷则是没有把钱交给绑匪而导致邦妮遇害的替罪羊。所谓的绑架也明显只是个诡计，邦妮只是没给家里打招呼就出门旅行了，她那些知道事實的德國虚无主义者朋友企圖趁機从大勒保斯基处拿到钱于是假称绑架了她。
督爷和沃尔特赶到大勒保斯基的豪宅，发现邦妮已经回来了，兩人找到大勒保斯基與其对质，卻被狠狠嘲笑了一番。沃尔特还认为这个假富翁肯定连瘫痪都是假装的，于是把对方推下轮椅，可大勒保斯基却是真的瘫痪了，兩人只得再幫他扶回輪椅上。事情显然结束了，可督爷和他的保龄球队友又突然碰上了那伙德國虚无主义者，对方还一把火烧掉了督爷的车。他们再次要求拿到那一百万美元，但在听完督爷和沃尔特的说法后發現這個企圖不再有任何希望，不甘毫無所獲的他们要求督爷三個人交出身上所有的钱。这时沃尔特突然把一个保龄球朝一个人胸口扔过去，咬掉了另一个人的耳朵，第三个人则被他拿起的便携式收音机打得晕了过去。可不幸的是，胆小的唐尼为此吓得心脏病发而逝世。
沃尔特与督爷走到一个海邊悬崖抛洒唐尼的骨灰。经过一段非正式的致辞后，沃尔特开始莫名其妙地向越战致敬，还意外把唐尼的骨灰洒到了督爷身上，然后他说：“去他妈的，督爷。咱们还是打保龄球吧。”
電影結尾時，坐在保齡球館內負責旁白的牛仔說明莫德成功懷上了督爺的孩子。

## 演员
- 杰夫·布里吉斯饰杰夫·“督爷”·勒保斯基（Jeff "The Dude" Lebowski），一位生活在加利福尼亚州洛杉矶威尼斯的单身无业游民，整天只知道享受大麻、白俄和保龄球。科恩兄弟告诉布里吉斯自己为他写了个剧本[6]:27。督爷一角的灵感主要来源于电影制片人杰夫·道德（Jeff Dowd，此人是反战激进组织西雅图解放阵线（英语：Seattle Liberation Front）成员。电影中督爷告诉莫德，自己是这个组织旗下的一份子。科恩兄弟的朋友，越战老兵皮特·艾克斯林（Pete Exline）也对角色形象和剧情有一定影响，他真的在自己被偷的车中找到过一份20年前的家庭作业[6]:90；
- 约翰·古德曼饰沃尔特·索布查克（Walter Sobchak），督爷最好的朋友兼保龄队友，也是位越战老兵。沃尔特把保龄球看成第二重要的事，仅次于自己的宗教信仰：犹太教，片中的一个证据就是他绝不在安息日打保龄球。沃尔特脾气爆躁，会拔出一支手枪或撬棍来解决纷争。他表示海湾战争完全就是为了石油，声称自己已经涉足和平主义。他经常在对话中提及越南，这让督爷很头痛。这个角色是部分基于编剧约翰·米利厄斯设计的[7]:189；
- 史蒂夫·布西密饰西奥多·唐纳德·“唐尼”·克拉巴索斯（Theodore Donald "Donny" Kerabatsos），督爷保龄球队成员，性情良善还有些天真。唐尼是位狂热的保龄球爱好者，不过他经常打断沃尔特的谩骂表示自己刚才有什么地方没听到或是没听明白，这也总是引起沃尔特的强烈反应：“闭上那张鸟嘴，唐尼！”这句台词也是暗指科恩兄弟的上一部电影《法戈》，该片也有布西密出演，而且他的角色的片中总是说个不停[8]；
- 大卫·哈德斯顿饰杰弗瑞·勒保斯基（Jeffrey Lebowski），“大”勒保斯基，英文与电影原名“The Big Lebowski”相同，是一位在朝鲜战争中受伤瘫痪而需要坐在轮椅上的百万富翁，现在他有了一个年轻诱人的娇妻邦妮。他轻蔑地称督爷是“一个乞丐”和“饭桶”。虽然他表示自己非常成功，志得意满，但据女儿莫德揭示，他只是“被允许”动用自己亲生妈妈的财产，他自己并没有多少钱；
- 朱莉安·摩尔饰莫德·勒保斯基（Maude Lebowski），一个女权主义者和前卫艺术家，她与督爷上床仅仅是为了怀孕，除此外不希望与他有任何关连；
- 塔拉·雷德饰邦妮·勒保斯基，大勒保斯基年轻诱人的娇妻。她从明尼苏达州穆尔黑德郊区的家庭农场离家出走，但很快开始以邦妮·拉乔亚（Bunny La Joya）为艺名拍摄色情影片。据雷德所说，查理兹·塞隆曾参加这一角色的试镜[6]:72；
- 菲利普·塞默·霍夫曼饰布兰德特（Brandt，大勒保斯基的私人助理，也是两个勒保斯基的中间人；
- 山姆·艾里奥特饰“陌生人”，是一位从旁观者角度讲述这个故事的解说员。这个角色曾坐在保龄球馆的吧台前，并在另外两个镜头中与督爷直接交谈。
- 本·戈扎那（英语：Ben Gazzara）饰杰基·崔霍恩（Jackie Treehorn），是一个有钱的色情片演员，而且还放高利贷，生活在马利布，雇请了电影开场时袭击了督爷的两个打手。邦妮欠他不少钱；
- 彼得·斯特曼、托斯坦·沃格斯（和Flea一起扮演了片中的三位虚无主义者，这三个角色都是德国音乐家，他们合伙假装绑架了邦妮[6]:57；
- 约翰·特托罗饰耶酥·昆塔纳（Jesus Quintana），保龄球联赛半决赛上督爷球队的对手，是一位住在北好莱坞的拉美裔居民，有浓厚的古巴口音，经常以第三人称来称呼自己，坚持采用英语而不是西班牙语发音来念自己的名字。据片中沃尔特介绍，此人是一个娈童恋，曾因向一个8岁大的孩子暴露自己而蹲了半年监狱。特托罗原以为自己将在片中有一个戏份更多的角色，但当看过剧本后，他意识到这只是个很小的角色。不过科恩兄弟让他在这个角色上做了很多自主发挥如他的后退舞步等，据特托罗称，这是受到前职业拳击手穆罕默德·阿里的启发[6]:44。

## 制作

### 开发
科恩兄弟当年在试图为自己第一部作品《血迷宫》寻找分销商时认识了制片人杰夫·道德，他是督爷一角主要的灵感来源:90。道德一直是西雅图解放阵线的成员，喜欢喝白俄，同样人称“督爷”:91-92。电影中的督爷还部分受到了科恩兄弟的朋友彼得·艾克斯林的影响，他是位越战老兵，已经进入南加州大学任教。据称他曾住在一间公寓的垃圾堆里，并且还为拥有一张“把房间联系在一起”的小地毯感到自豪:188。艾克斯林从纽约大学认识了巴里·索南菲尔德，后者在科恩兄弟正试图为《血迷宫》集资时介绍了双方认识，他们成为了朋友:97-98。1989年，艾克斯林把自己生活中各种各样的故事讲给科恩兄弟听，包括他的演员/编剧朋友刘易斯· 阿伯纳锡（Lewis Abernathy），此人也是越战老兵，后成为一名私家侦探并帮助艾克斯林找到了偷走他汽车的一个高中生。阿伯纳锡也是沃尔特一角的灵感来源之一:99。像电影中一样，艾克斯林的车被洛杉矶警察局扣押，阿伯纳锡在车后座底下发现了一份8年级生的家庭作业:100。艾克斯林还是个业余垒球联赛成员，不过科恩兄弟在电影中改为了保龄球，对此伊森·科恩在接受采访时表示，“这是一种非常社会化的运动，你可以随便找个地方坐下，可以喝酒抽烟，还可以进行一些空洞无物的交流。”:195科恩兄弟在洛杉矶拍摄《巴顿芬克》期间认识了同样是电影导演/编剧的约翰·米利厄斯，兄弟俩将后者对枪和军队的喜爱融合到了沃尔特一角中:189。
据朱莉安·摩尔所说，莫德一角是基于裸体艺术家卡罗里·施妮曼和先锋艺术家小野洋子设计的:156。约翰·特托罗扮演的角色部分灵感来自于他1988年在一个公共剧院进行的表演，他当时在一个名为《Mi Puta Vida》的舞台剧中扮演一个娈童恋类型的角色。“所以我们就想，咱还是把特托罗变成一个娈童恋吧，他肯定能演得唯妙唯肖的。”乔尔·科恩在接受一次采访时说:195。
电影的整体架构受到了雷蒙·钱德勒侦探小说的影响。伊森表示，“我们想要些能够产生一定叙事感的东西，像是雷蒙·钱德勒的现代故事，这也是为什么我们选择在洛杉矶拍摄……我们希望有一个叙事的流程，一个更像钱德勒作品的故事，展现出镇上的不同地区，不同的社会阶层”:140。乔尔还指出，使用“陌生人”的画外音进行讲解同样来源于钱德勒，这个角色有点像是观众的替代品，就像是有人站在银幕外说话但又不会形成回音一样，从所有能够看到的角度对电影的情节加以评述，与此同时还可以重新发掘出马克·吐温的那种陈年的质朴感:169。
据乔尔所说，保龄球文化的意义“在反映五十年代的结束和六十年代的开始那个时代中非常重要。这与电影复古的一面相符，略微有些落伍，把我们送回那个并不是非常久远，但的确已经过去的美好时代”:170。

### 剧本
《谋杀绿脚趾》的剧本是与《巴顿芬克》同时创作的。当科恩兄弟打算制作这部电影时，约翰·古德曼正在参加电视剧《罗斯安家庭生活》的拍摄工作，杰夫·布里吉斯也正在与沃尔特·希尔合作拍摄《西域枪神》（Wild Bill），于是兄弟俩决定先拍《法戈》:189。据伊森所说，“这部电影的设定是围绕督爷和沃尔特的关系展开的”，这一设想又是来源于《巴顿芬克》中两个主要角色:169。他们也将电影的故事背景设置在现代的洛杉矶，因为给予其创作灵感的几个人都住在这一区域:41。当彼得·艾克斯林告诉他们那个后座下家庭作业的典故时，兄弟俩认为这很有雷蒙·钱德勒的感觉，于是决定将之作为一个元素融入到剧本中。乔尔·科恩称罗伯特·奥特曼根据钱德勒1953年同名小说改编的现代背景电影《漫長的告別》对《谋杀绿脚趾》有很大的影响:43。当他们开始编写剧本时，两人只写了40页然后就放在那里等过了一段时间后才将之完成。这也是两人编剧时的习惯做法，因为他们经常“遭遇瓶颈，我们完成另一个项目后再回到这第一个项目上，这样我们就已经积累了将来几部电影所包含的片断”:171。他们还想了一些办法来让电影中的一些过于沉重的场景变得鲜活起来。在最初的剧本中，督爷的车是一辆莱伯龙克莱斯勒，与道德曾经拥有的那俩相同，但由于装不下约翰·古德曼这样的大块头，于是兄弟俩将之改成了福特都灵:93。

### 前期制作
曾为《法戈》筹资的宝丽金和Working Title Films为《谋杀绿脚趾》提供了1500万美元的预算金额。对于演员的选择乔尔表示，“我们趋向于为自己认识或是合作过的人创作角色，有一些角色开始也不知道将会由谁来扮演。在《谋杀绿脚趾》中，我们有为约翰（·古德曼）和史蒂夫（·布西密）写角色，但我们并不知道会找谁来演杰夫·布里吉斯的角色。”为了就出演督爷作准备，布里吉斯与道德见面，对方表示在20世纪60和70年代自己的确生活在一个小地方，而且也吸大麻什么的，不过比起督爷还是更有创意一些。杰夫与电影的衣柜管理员一起到自己家的衣橱，选一些自己选择督爷可能会穿的衣服:27，他会直接从片场把角色的衣服穿回家，因为大部分衣服本来就是他的。他还努力让自己的外形与道德相近，包括那无精打采的神情和隆起的肚皮:93。古德曼起初想要给沃尔特配上一种不同形状的胡子，但科恩兄弟坚持采用“角斗士型”，或是他们所称的“下巴带型”，觉得这样会与角色的平头发型更匹配:32。
科恩兄弟希望可以在电影中避免出现通常代表20世纪60年代的那些陈辞滥调如熔岩灯、花哨俗艳的海报和感恩而死乐队的音乐:95，而且为了“与这些保龄球的内容风格保持一致，我们希望让电影也保持明亮和美丽”:191。比如电影中到处可见的星型图案就来源于艺术指导理查德·海因里奇对保龄球馆的设计。据乔尔所说，海因里奇在天光板上设计了这样的图案，后来在其它内部装饰上也采用了类似的做法，电影中的梦境段落也不例外。海因里奇回忆道：“两段梦境都涉及到星型模式，线条从一个点向外发散。在第一段梦境里，督爷被打晕，然后你可以看到镜头上出现星星凝聚成洛杉矶的夜景。第二段梦镜则是一个以很多星星为背景的星体环境”:191。对于片中杰基·崔霍恩的海滩别墅，他的设计灵感来源于1950年代末至1960年代初的单身汉风格家具。科恩兄弟告知海因里奇他们想给崔霍恩的海滩聚会一个印加主题，并且有一个“看起来非常好莱坞式的聚会，有那些身上涂油而且相当好斗的年轻人拿着开胃菜和饮料走来走去”:91。
摄影师罗杰·狄金斯在前期制作时期与科恩兄弟讨论了电影的镜头风格。他们告诉他， 希望电影某些部分有一个真实而现代的感觉，而像梦境之类的其它部分则要别具风格:77。电影中的所有舞蹈段落由比尔和杰奎·兰德隆编导。出演的督爷房东一角的杰克·科勒（Jack Kehler）就为自己的舞蹈段落经过了三次每次时长三小时的排练。科恩兄弟给他三到四段古典曲目进行选择，他选中了莫杰斯特·彼得罗维奇·穆索尔斯基的展览会之画:64。

### 主体拍摄
《谋杀绿脚趾》的主体拍摄工作在洛杉矶周边展开，为期11个礼拜，其中包括在好莱坞历时三周拍摄的所有保龄球相关镜头，督爷那复杂多变的梦镜则是在一个转换后的飞机机库拍摄的。据乔尔所说，他们唯一需要对布里吉斯发出指示“就是他会在每场戏开拍前走过来问，‘你觉得督爷是不是又没睡好？’一般我都会回答说‘是的’，然后杰夫就会走到另一边的角落里去揉自己的眼睛，让里面看起来充满了血丝。”:195朱莉安·摩尔拿到剧本时正在参加《侏罗纪公园：失落的世界》的拍摄工作，她参加本片拍摄的时间只有两个星期，分别是1997年1月刚开拍时和4月快拍完时，山姆·艾里奥特只到片场呆过两天，不过片尾他最后的一段台词重拍了很多遍:46。

### 建筑和摄影
片中杰基·崔霍恩的海滩别墅是在距比佛利山不远的一套房子进行拍摄的，这套别墅由约翰·劳特纳设计，1963年建成。
摄影师狄金斯形容片中的奇幻镜头要通过单色等手段来提供更大的聚焦深度，督爷的公寓则要“有些破旧而且让人讨厌”。他拍摄夜景的方式为这两种不同的视觉观感架起了桥梁，他使用了一种橙色的钠光效果来取代通常采用的蓝色月光或蓝色路灯的观感:79。科恩兄弟使用广角镜头拍摄了电影中的许多场景，据乔尔所说，这样可以在一个更大的深度上保持镜头的焦点，而且也可以让镜头的移动更加动态:82。
电影中有一段镜头仿佛是在一个不断滚动的保龄球里安装有摄影机所拍摄出来的，科恩兄弟是把镜头安装在一个“类似烧烤转架的东西上”。据伊森表示，他们面临的挑战是弄清镜头前进和旋转的相对速度。而保龄球拇指孔的角度则是通过电脑绘图来达成的。

## 原声带
电影的原创配乐由卡特·布尔维尔作曲，他已经多次与科恩兄弟合作。撰写剧本时兄弟俩已经选好了几首歌曲，像肯尼·罗杰斯的《Just Dropped In (to See What Condition My Condition Was in)》、吉普赛国王的封面版《加州旅馆》，还有克里登斯清水复兴合唱团的多首歌曲。他们请T-本恩·本内特来为电影原声带挑选歌曲。他们知道自己想要的是不同时代不同类型的音乐作品，据乔尔的回忆，“T-本恩甚至选出了一些亨利·曼西尼和伊玛·苏玛克（的作品）。”本内特成功获得了使用肯尼·罗杰斯和吉普塞国王歌曲的版权，并且增加了牛心上尉和Moondog的曲目，也得到了鲍勃·迪伦的歌曲《The Man in Me》的使用权。不过滚石乐队歌曲《Dead Flowers》由汤斯·范·赞特演绎的专缉封面版则要麻烦一些，这一曲目最终在电影的片尾字幕部分使用。前滚石乐队经理人艾伦·克莱恩（Allen Klein）拥有这首歌的版权并开价15万美元。于是本内特说服克莱恩观看电影的前期剪辑版本，他回忆道，“当演到督爷说，‘哥们，我真他妈恨死这老鹰乐队了！’克莱恩站起来说，‘够了，你可以用这首歌！’感觉真太美妙了。”本内特将在电影主创人员名单上以“音乐总监”的身份出现，但他要求把名头改为“音乐档案员”，因为本内特“恨死了做个总监这么个概念，我可不想让任何人觉得我是个什么管理人员”。
对乔尔来说，“原创配乐，和电影中的其它元素，都必须呼应60和70年代的复古感”，每一个角色都有相应的音乐界定。比如科恩兄弟编写剧本时就选择了鲍勃·迪伦的《Tumbling Tumbleweeds》作为“陌生人”的主题，又如亨利·曼西尼的《Lujon》则针对的是杰基·崔霍恩一角。“那些德国虚无主义者对应的是电子风行乐，而杰夫·布里吉斯则是克里登斯（清水复兴合唱团）。所以每人都有一个音乐上的签名。”伊森在接受采访时说。

## 发行与专业评价
《谋杀绿脚趾》于1998年1月18日在圣丹斯电影节举行了首映式，并在可以容纳1300名观众的埃克尔斯剧院发映，还参加了2月举行的第48届柏林国际电影节。3月6日影片开始在北美1207家电影院播映，首周入账550万美元，之后在美国总计收入为1700万美元，刚刚超过1500万美元的预算。电影在其他国家上映收入为2800万美元，将全球票房提高到了4618万9568美元。
许多观众和评论家把本片比作一部现代西部片，但也有许多人反对这一点，或是将之视为一部以张冠李戴式的情节来推动故事发展的犯罪小说。彼尔·豪威尔（Peter Howell）发表在《多伦多星报》的评论中写道，“很难相信这会是去年因《法戈》拿下奥斯卡最佳原著剧本奖那支队伍的作品。这部电影中有大量的亵渎性言辞，看起来似乎是在无力地尝试着要填充对话间的间隙。”不过他在之后的一份评论中改变了自己的观点，表示“这可能就是我最喜欢的科恩兄弟电影”。
托德·麦卡锡（Todd McCarthy）在《综艺》杂志上写道，“电影的一个没有争议的成就就是其配乐，其中既包含卡特·布尔维尔的原创配乐，又混合有经典流行音乐和一些美妙的封面曲目”。《今日美国》给予电影三星的评价（最高为四星），觉得督爷是“一个在保持（观众）兴趣上太过被动的英雄”，但电影中还是有“足够多的惊人光辉”，认为科恩兄弟还是不会让人感到失望；
德森·霍维（Desson Howe）发表在《华盛顿邮报》上的评论称赞了科恩兄弟和“他们的灵感，对怪异、奇特美式风格的怪异品味——但又完全是一种新发明的美式风格——科恩兄弟已经定义了自己离奇的流派，并且成为其中的大师。没有人有相似的风格，而且几乎可以肯定地说，没有人能做得更好。”
简妮特·玛丝琳（Janet Maslin）在《纽约时报》上赞扬了布里吉斯的表演。“布里吉斯先生找到了一个看起来比以往任何一个都更适合他的角色”，认为其步履蹒跚的表演和一些看似不经意的表现发挥出了自己的喜剧天赋。安德鲁·萨瑞斯（Andrew Sarris）在《纽约观察家》上写道，“电影引来了许多笑声，并对其中所包含的精湛工艺产生一股敬畏之情。我怀疑今年还有其它任何一部作品有做到这一点。”伊恩·内森（Ian Nathan）对电影给出了五星的最高评价，他写道，“对于那些喜欢科恩兄弟以神圣抽象的手法来表现现实的人们来说，这（部电影）纯粹就是一个必杀技”，而且“在一个完美的世界里，所以的电影都是科恩兄弟拍的”。《芝加哥太阳报》的罗杰·艾伯特给予影片三星（最高为四星）的评价，形容这部电影有一种“古怪的魅力”。
不过，乔纳森·罗森堡（Jonathan Rosenbaum）在《芝加哥读者》（Chicago Reader）上对《谋杀绿脚趾》给出了较为负面的评价，认为该片空有“炫耀性的拍摄技巧来产生很强的娱乐性”，但是其所代表的精英主义道德立场却不值得肯定。戴夫·科尔（Dave Kehr）批评影片的故事前提让人感到厌倦，“创造出的是一部偶发性且神经质的电影”。《卫报》批评本片是把“一堆点子铲进一个袋子里，然后就这么随随便便地倒出来。这部电影让人气愤，它什么奖都拿不到。不过里面还是有一些不错的笑话。”
根据烂蕃茄网站上收集的85篇专业评价文章，其中68篇给出了“新鲜”的正面评价，“新鲜度”为80%，平均评分7.2（满分10分）。而在Metacritic上一共收集了22篇本片的专业评价文章，其中14篇给予好评，1篇给出差评，7篇褒贬不一，平均得分69（满分100）。

## 影响
自最初上映，《谋杀绿脚趾》就成为了一部邪典经典。史蒂夫·帕罗波利（Steve Palopoli）曾于2002年7月在文章中提到过电影的新兴邪典地位。他是在2000年到洛杉矶的新比佛利电影院看一场午夜放映电影时意识到本片有着一定数量的邪典粉丝，当时他听到许多人交谈时彼此引述片中的台词:129。他的文章发表后不久，圣塔克鲁兹当地午夜影院的程序员决定放映《谋杀绿脚趾》，结果仅第一个周末他们就必须谢绝数百名观众的光顾。之后剧院连续放映该片超过6个星期，这在以前从来都没有发生过:130。

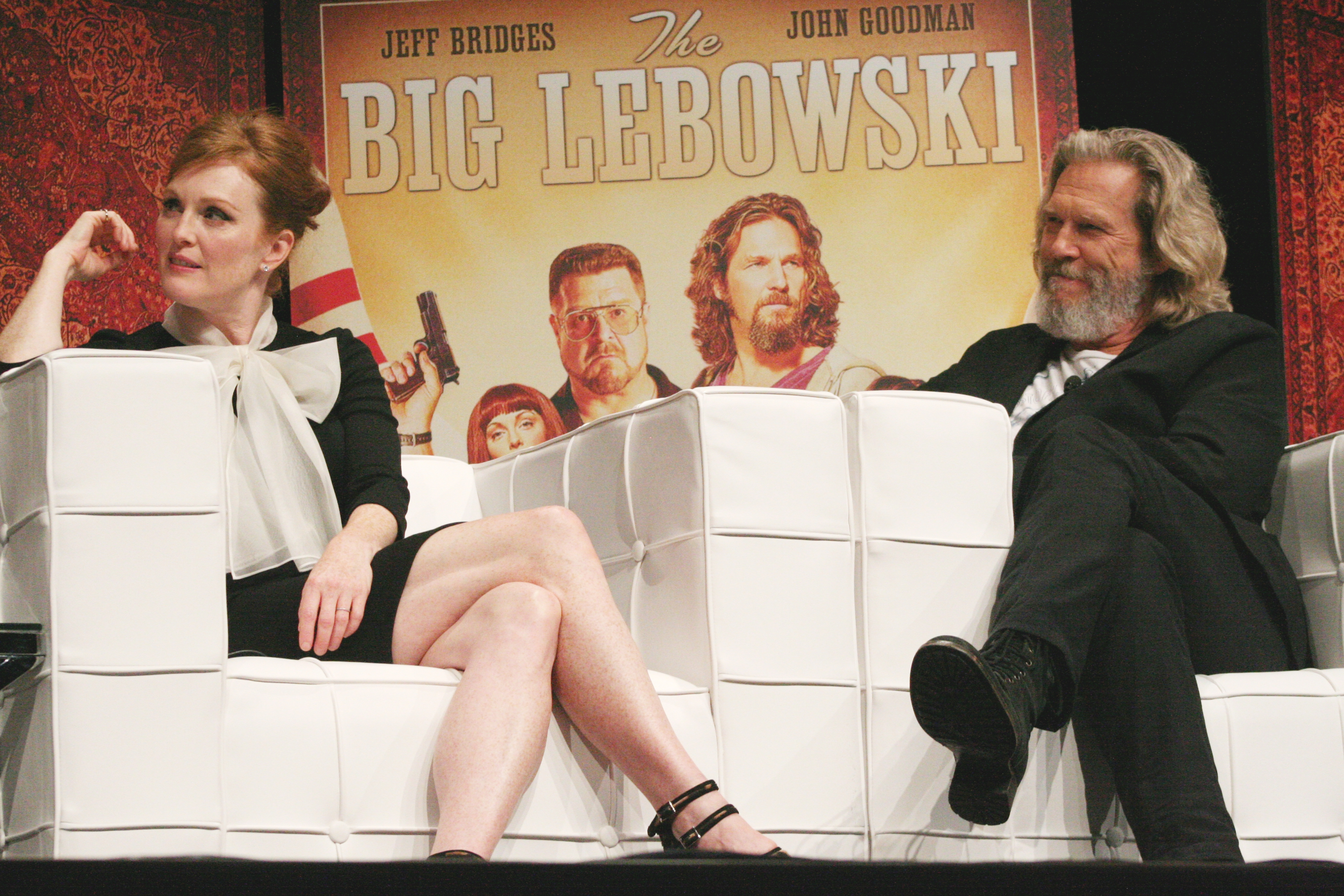
杰夫·布里吉斯和朱莉安·摩尔出席2011年的勒保斯基节

2002年，肯塔基州的路易维尔举办了首届“勒保斯基节”（Lebowski Fest），有150名粉丝到场，并从此发展成为一个年度庆典活动，还扩张到了其它多个城市。这一盛会每年最主要的活动就是一整晚不受限制的保龄球之夜，其中包含有各种各样的比赛，有根据难度的、投球距离的、自由式等等，整场年会为时超过一星期，通常在保龄球比赛前还会有配备乐队演出的聚会，以及同样有乐队演出，持续一整天的户外聚会，供应商展位、游戏也都是必不可少的内容。电影中的多位名流还出席了一些活动，如杰夫·布里吉斯就出席了在洛杉矶举行的活动。英国也有了与勒保斯基节同样性质的庆祝活动，这一被称为信守督爷的活动在伦敦举行。
2005年，一种主要致力于传播本片主角督爷生活方式和处世哲学的在线宗教“督爷教”成立，也称为“当代督爷教堂”。该组织通过其网站在全世界拥有超过13万教众。
2008年，《娱乐周刊》将《谋杀绿脚趾》评为过去25年中最好笑电影的第8位，同年评选的“自83年起最值得收藏的25部邪典电影”中也将本片排到第15位。2003年该杂志评选50部最佳邪典电影，本片列第34位。2010年，《娱乐周刊》还进行了一次“过去20年电影中最出色的100个角色”投票选举，督爷最终名列第14位。影片还得到了比利时影评人协会大奖提名。2008年，一组《洛杉矶时报》的作家和编辑以及两位评论家通过投票把《谋杀绿脚趾》评为过去25年所有在洛杉矶取景电影中的第10名，这个名单上每一位导演只能有一部作品上榜，他们认为这部电影体现出了洛杉矶固有的真实一面。在《帝国杂志》进行的100个最优异的电影角色票选活动中，沃尔特名列第49位，督爷排在第7位。2010年3月，罗杰·艾伯特把《谋杀绿脚趾》列入他的“伟大电影”名单。
约翰·特托罗曾多次表示自己有意用本片中的角色接拍一部衍生电影。如果这个计划得到落实，科恩兄弟不会执导，但可能会参与编剧工作。此外还有一位芝加哥的滑稽模仿空想家与一家公司合作基于本片制作了一部独特且广受赞誉的滑稽模仿作品。
2019年上映的《復仇者聯盟：終局之戰》中，身材發福留著長髮大鬍子的雷神索爾，曾被鋼鐵人以「Lebowski」（督爷的姓氏）開玩笑。

### 社会和政治分析
《谋杀绿脚趾》已经作为一种工具被用作分析多个议题。2008年9月，《石板》杂志发表了一篇修正主义文章，将本片视为一种政治上的批判。这一观点的核心论据在于沃尔特一角是“一位新保守主义者”，电影意指当时的美国总统乔治·H·W·布什和第一次海湾战争。
发表在女权主义杂志《暗箱》上一篇由布莱恩·沃尔（Brian Wall）撰笔的文章用本片来解释卡尔·马克思的商品拜物教，以及恋物的女权主义后果。
电影被用作对社会的一个嘉年华会狂欢式批判，或是用来分析战争和伦理道德，或是对大众传播和美国军国主义的叙述等。

## 家用媒体
环球影业旗下的家庭娱乐公司于2005年10月18日发行了《谋杀绿脚趾》的珍藏版DVD，其中除正片外还有一些花絮内容，包括“莫蒂默·杨所做的介绍”、“杰夫·布里吉斯画廊”、“拍摄《谋杀绿脚趾》”以及“制作笔记”。此外还有一个限量发行的“成功人士版礼品套装”，其中增加了《谋杀绿脚趾》保龄球鹿皮巾，四个印有电影剧照和引用台词的收藏品杯垫，还有8张杰夫·布里吉斯个人收藏的独家照片卡。
2008年9月9日发行的“10周年版”不但包括了2005年珍藏版的全部内容，还增加了以前所发行DVD的内容如首张DVD中包含的预告片等，这一次的10周年同样有标准版和限量版两种，后者有独立的编号，而且还包括“保龄球包装”。
2011年8月16日，环球影业发行了《谋杀绿脚趾》的蓝光影碟。其限量版包装包括一份杰夫·布里吉斯的相册，一个十周年的回顾，还有对从2002年起举办一年一度“勒保斯基节”的一个深入介绍。